# Aclastus flavipes
Aclastus flavipes là một loài tò vò trong họ Ichneumonidae.